# Aïrine Fontaine
Pour les articles homonymes, voir Fontaine.
Aïrine Fontaine, née le 20 août 2004 à Rouen, est une footballeuse française qui joue en tant que milieu de terrain au FC Fleury 91 en D1 Arkema.

## Biographie

### US Quevilly-Rouen (2016-2020)
Aïrine Fontaine connait très jeune les grandes compétitions. À seulement 15 ans, elle dispute deux matchs de Coupe de France avec l'QRM (R1) en étant titulaire le 20 octobre 2019 face au FC Rouen 1899 (victoire 2-0) et le 3 novembre 2019 lors de la finale régionale face à l'AG Caen (aux tirs au but 3-2).

### Paris FC (2020-2022)
Arrivée au Paris FC en 2020, Aïrine Fontaine évolue avec l'équipe U19 de 2020 à 2021. Elle joue son premier match en Championnat U19 le 13 septembre 2020 face au LOSC, où elle est titulaire lors de cette victoire 3-0. Le 20 septembre 2020 face au Havre U19, Aïrine Fontaine marque son premier but avec l'équipe U19 du Paris FC, à la 33e minute lors d'une victoire 5-0.
En tout, elle jouera 5 matchs et marquera 1 but lors de la saison 2020-2021, tronquée par la pandémie du Covid-19 avec les U19 du Paris FC.
Lors de la saison 2021-2022, Aïrine Fontaine continue dans sa progression avec l'équipe U19, elle jouera 14 matchs titulaire en Championnat national U19 et elle sera décisive à deux reprises. Le 14 novembre 2021 face au LOSC, où elle inscrit un but à la 6e minute de jeu (victoire 4-1) Et le 5 décembre 2021 face à Rennes ou elle inscrit un but à la 45e minute (victoire 5-1). L'équipe U19 du Paris FC finira troisième du Championnat nationale U19 derrière le PSG et l'OL.
Le 11 septembre 2021, Aïrine Fontaine fait ses débuts en D1 Arkema avec le numéro 31 face au Stade de Reims. Elle entre à la 88e minute de jeu remplaçant Eseosa Aigbogun, victoire 3-0.
Le 11 mars 2022, Aïrine Fontaine connait sa première titularisation avec le Paris FC face au FC Fleury 91. À la 27e minute de jeu, elle délivre une passe décisive à Mathilde Bourdieu pour le but de l'égalisation. Le match se termine sur une victoire 3-1, elle aura joué les 90 minutes.
Le 19 mars 2022 face au Stade de Reims, Aïrine Fontaine est titularisée une deuxième fois lors de la victoire 2-1.

### FC Fleury 91 (2022-)
Arrivée au mercato d'été 2022 en provenance du Paris FC, Aïrine Fontaine signe son premier contrat professionnel au FC Fleury 91.
Ses talents sont vite mis en œuvre au début de la saison 2022-2023 à l'occasion des matchs de préparation. Le 26 août 2022 face à Orléans, elle marque à la 52e minute de jeu, victoire 6-1. Cette dynamique continue lors de la Friendlies Woman Cup où elle marque un doublé aux 53e et 55e minutes de jeu le 3 septembre 2022 face au Havre, peu de temps après être entrée sur le terrain. Ses qualités offensives en tant que latérale se font remarquer, Fanny Hoarau défenseuse havraise dit lors d'une interview « Elle est entrée en jeu et elle a mis deux buts. C'était assez impressionnant. C'est une latérale à la base, mais elle était plus offensive. Elle a les qualités pour jouer tout le couloir. Elle promet. »,.
Aïrine Fontaine dispute son premier match avec le FC Fleury 91 en D1 Arkema avec le numéro 9, le 16 septembre 2022 face à son ancien club, le Paris FC. Elle entre à la 66e minute de jeu remplaçant Ewelina Kamczyk. Le match ce soldera d'un nul 1-1.
Le 5 novembre 2022, Aïrine Fontaine connait sa première titularisation en D1 Arkema face au Havre. Elle jouera 66 minutes lors de cette victoire 3-0. À la suite de cette première titularisation, Aïrine Fontaine est titulaire sur les 3 matchs qui suivent contre le DFCO, le Stade de Reims et Montpellier. À l'issue de ce match, le 2 décembre 2022, Aïrine Fontaine marque son premier but en championnat à la 41e minute de jeu venant égaliser face à Montpellier, score final 1-1.
Aïrine Fontaine continue de montrer ses qualités offensives lors du premier match de la Coupe de France 2023 le dimanche 8 janvier. Titulaire face à Montauban (D2), elle inscrit le premier but de la rencontre à la 13e minute de jeu sur un centre de Charlotte Fernandes. Le duo Fontaine/Fernandes se remet en action à la 56e minute et Aïrine Fontaine inscrit son deuxième et le dernier du match qui se termine sur une victoire 5-1 et qualifie Fleury pour la suite de la Coupe,.

## Accusations d'homophobie
En mars 2025, elle est au cœur d'une polémique après avoir tenu des propos homophobes,. Lors d'un entretien diffusé le 13 mars par le média chrétien Holy Production et en réponse à une journaliste qui l'interroge sur son positionnement par rapport à l'homosexualité dans le football féminin, elle explique adhérer à la Bible, qui selon elle considère l'homophobie comme un péché,,. La Fédération française de football condamne ces propos et envisage des sanctions,. Le président de son club du FC Fleury 91, Pascal Bovis, ne la condamne pas et s'en remet à la décision de la FFF,.
Aïrine Fontaine présente ses excuses quelques jours plus tard, niant avoir voulu « manifester le moindre rejet des personnes en raison de leur orientation sexuelle, ni véhiculer à leur sujet des propos discriminant ».

## Palmarès
- Demi-finaliste du championnat d'Europe des moins de 19 ans en 2022[22],[23].
- Demi-finaliste du championnat d'Europe des moins de 19 ans en 2023[24].
- Finaliste de la coupe de France 2024[25].